# Eisenbahnunfall von Banha (2021)
Bei dem Eisenbahnunfall von Banha entgleiste am 18. April 2021 ein Zug bei der ägyptischen Stadt Banha. Elf Menschen starben.

## Hergang
Der Zug war von Kairo nach Al-Mansura unterwegs, als mindestens vier seiner Wagen bei Banha entgleisten und dabei auch Wagen umstürzten.
Bei dem Unfall starben 11 Menschen, 98 wurden verletzt. 10 Eisenbahner wurden in der Folge verhaftet, darunter das Lokomotivpersonal.